# Davis, North Carolina
Davis är en ort i Carteret County i delstaten North Carolina, USA.